# Bagaces
 Ovo je glavno značenje pojma Bagaces. Za druga značenja pogledajte Bagaces (razdvojba).
Bagaces (Bagaz), nestalo pleme američkih Indijanaca porodice Juto-Asteci, koje je u vrijeme dolaska prvih Španjolaca obitavalo u unutrašnjosti današnje Kostarike u provinciji Guanacaste. Bagaces, koji su govorili jezikom koji član uže skupine Nahuatlan, mogli bi biti potomci Nahua koji su se s područja Meksika širili u pred-kolumbovska vremena prema jugu. 
Naziv Bagaces dolazi navodno po imenu njihovog poglavice Bagatzi, čije je pleme živjelo na području cantona koji će po njima 1848. dobiti ime Bagaces.